# Max Schäfer
Max Schäfer (17. siječnja 1907. – 15. rujna 1990.) je bio njemački nogometaš i trener. Kao igrač, nastupao je na poziciji braniča.
Cijelu igračku karijeru, igrao je za TSV 1860 München. 1941., postaje i trener kluba do 1942. godine. Nakon toga, ostao je djelovati u TSV-u 1860 i pomagati lavovima. Nakon cijelog desetljeća odlaz trenirati Bayern München, gdje ostaje dvije godine i završava karijeru.

## Vanjske poveznice
- Profil na "weltfussball.de"
- Profil na "fussballdaten.de"